# Carlos IV của Tây Ban Nha
Carlos IV (Tiếng Anh: Charles IV, Tiếng Tây Ban Nha: Carlos Antonio Pascual Francisco Javier Juan Nepomuceno José Januario Serafín Diego; sinh 11/11/1748 - mất 20/01/1819) là vua của Vương quốc Tây Ban Nha và Đế quốc Tây Ban Nha từ ngày 14/12/1788 đến ngày 19/03/1808.
Khi Carlos IV kế thừa ngôi vị, Tây Ban Nha được đánh giá là có ít dấu hiệu bất ổn, nhưng trong suốt thời trị vì của ông, Tây Ban Nha đã tham gia một loạt các liên minh bất lợi và chính phủ của ông liên tục phải tìm kiếm tài chính để đổ vào các cuộc chiến tranh. Carlos căm ghét người thừa kế ngai vàng và cũng là con trai của ông - Ferdiand, người đứng đầu Âm mưu El Escorial tuy bất thành nhưng sau đó đã buộc Carlos IV phải thoái vị sau sự kiện Cuộc nổi dậy Aranjuez vào tháng 3/1808, cùng với việc lật đổ Đệ nhất Bộ trưởng (Thủ tướng) Manuel de Godoy. Napoléon Bonaparte đã buộc Ferdiand VII và cả Carlos IV phải thoái vị, mở đường cho anh trai của Napoleon là Joseph Bonaparte trở thành vua của Tây Ban Nha. Triều đại của Carlos IV được xem là một bước ngoặt lớn trong Lịch sử Tây Ban Nha.

## Thời trẻ
Carlos IV là con trai thứ hai của Carlos III và vợ Maria Amalia của Saxony. Ông sinh ra tại Napoli (11 tháng 11 năm 1748), trong giai đoạn cha của ông là vua của Vương quốc Napoli và Vương quốc Sicilia. Anh trai của ông Don Felipe đã không được chọn làm người kế vị do bị bệnh tâm thần và động kinh. Tại Napoli và Sicilia, Carlos được gọi là Thân vương của Taranto.
Carlos đã được thừa hưởng một thân hình vạm vỡ và sức khỏe tuyệt vời từ dòng dõi Saxon của mẹ, cháu gái của August II của Ba Lan. Khi còn trẻ ông thích đấu vật với những đồng hương mạnh nhất ông có thể tìm thấy. Trong khi ông được nhiều người xem là trí tuệ chậm chạp và khá cả tin, ông cũng được biết đến đối với hành vi tốt đẹp. Carlos còn có biệt danh là "El Cazador" (có nghĩa là "Thợ săn"), do sở thích thể thao và săn bắn, hơn là giải quyết các công việc chính sự. Ông được đánh giá là người dễ mến nhưng có đầu óc đơn giản.

## Vua Tây Ban Nha

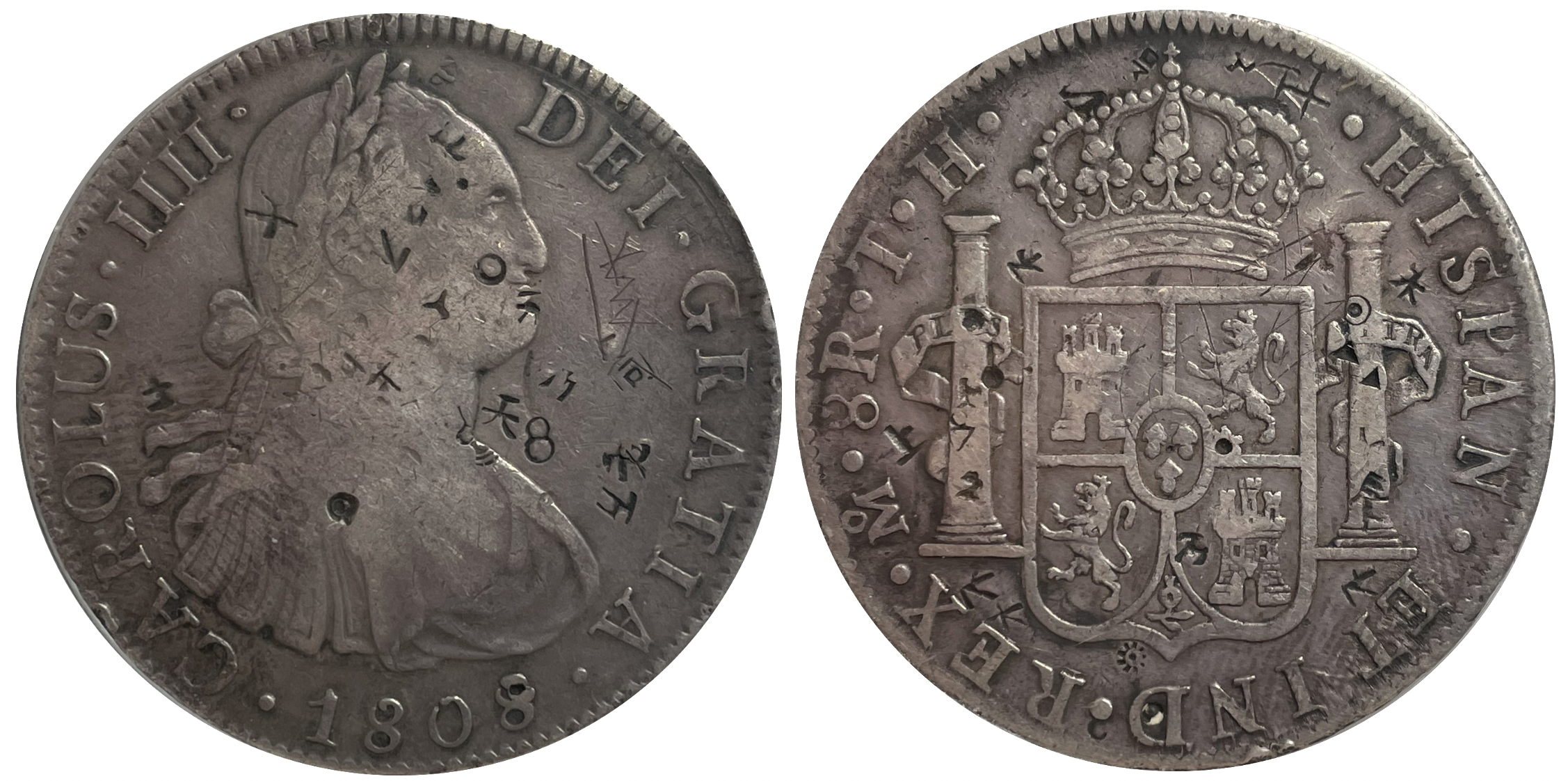
Xu bạc: 8 real Tân Tây Ban Nha, với chân dung vua Carlos IV ở mặt trước, đúc năm 1808, năm cuối cùng ông tại vị

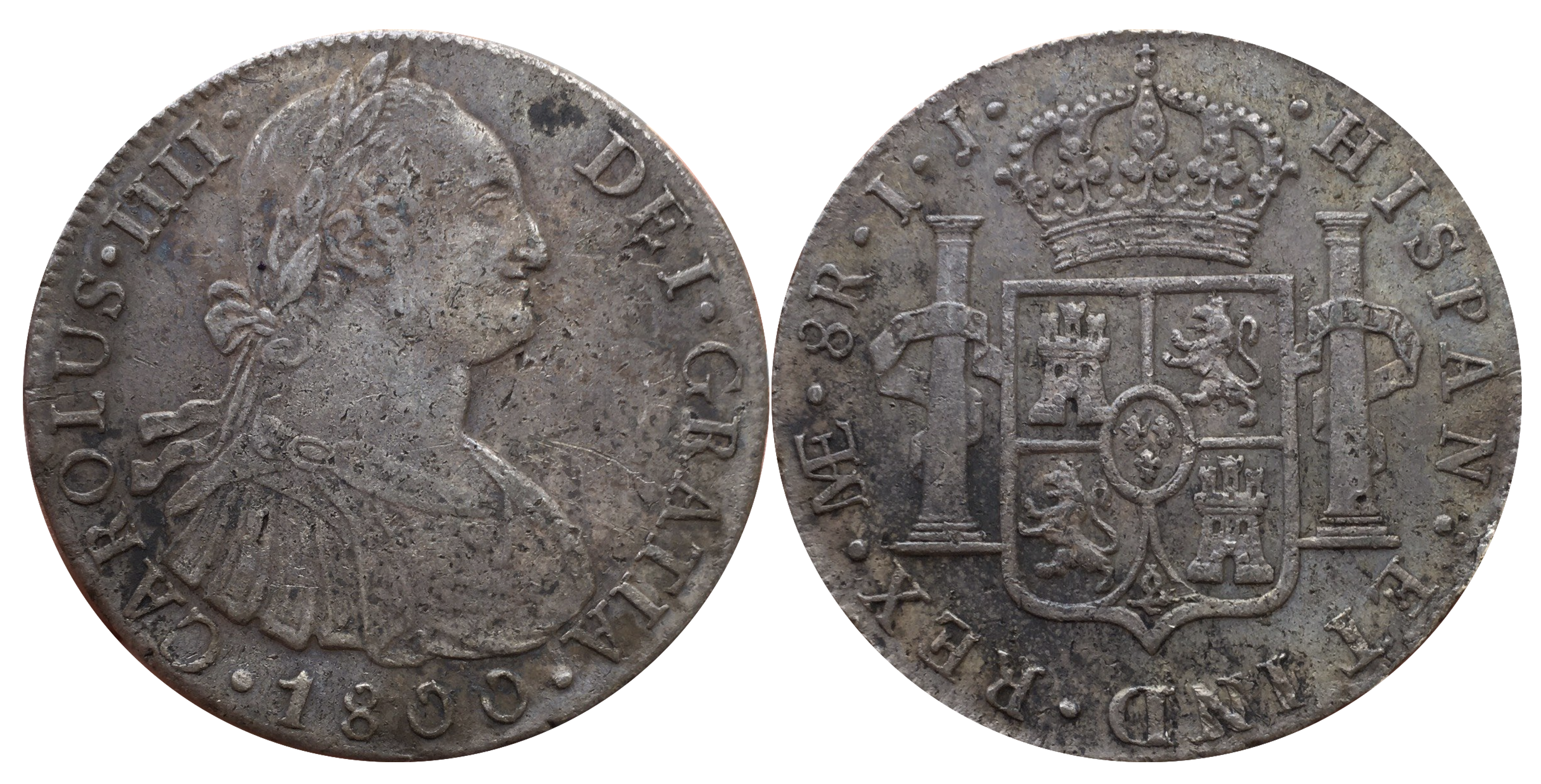
Xu bạc: 8 real Phó vương quốc Peru, với chân dung Carlos IV ở mặt trước, đúc năm 1800

Năm 1788, Vua Carlos III băng hà, Hoàng tử Carlos Antonio lên kế vị với vương hiệu "Carlos IV", ông đã cai trị đế chế của mình trong 2 thập kỷ tiếp theo. Mặc dù ông luôn thể hiện sự tôn nghiêm với vai trò là một vị vua chuyên chế tuyệt đối trước thần dân của mình, nhưng Carlos IV lại khá buôn thả việc triều chính. Các công việc của chính phủ ông giao lại cho vợ và Manuel de Godoy, người ông bổ nhiệm làm Đệ nhất bộ trưởng (thủ tướng). Phần lớn thời gian của ông sử dụng cho các thú vui săn bắn, cho dù phía bên kia biên giới, Cách mạng Pháp đang diễn ra, người anh em họ Bourbon là vua Louis XVI cùng vợ ông ta đã bị hành quyết và sự nổi lên của Napoléon Bonaparte.
Những ý tưởng về Thời kỳ Khai Sáng đã đến với Tây Ban Nha dưới thời kỳ cai trị của vị vua đầu tiên của Nhà Bourbon Tây Ban Nha - Philip V, cha của Carlos III và ông nội của vị vua đương nhiệm, Carlos IV. Vua Philip V đã theo đuổi một chính sách cải cách tích cực nhằm tìm cách khôi phục Tây Ban Nha về cả mặt chính trị và kinh tế, đưa hệ thống Đế quốc Tây Ban Nha trở nên chặc chẽ và hùng mạnh hơn. Đến thời cha của Carlos IV là vua Carlos III, ông là vị vua năng động, bổ nhiệm nhiều thủ tướng giàu kinh nghiệm để giúp ông đưa ra các quyết định đúng đắn. Ngược lại với vị vua đương nhiệm Carlos IV, được xem là một vị quân chủ không ra gì, với một người vợ độc đoán và một thủ tướng thiếu kinh nghiệm nhưng đầy tham vọng. Tây Ban Nha dưới thời Carlos IV được xem là sự kết hợp giữa một vị vua từ bỏ quyền cai trị, một hoàng hậu buôn thả, dâm dật ngoại tình khắp nơi và một thủ tướng với các chính sách khiến chế độ quân chủ bị thần dân xa lánh và oán ghét.
Khi mới lên ngôi, Carlos IV dự định sẽ vẫn duy trì các chính sách của cha mình, và giữ Bá tước Floridablanca tại ghế Đệ nhất bộ trưởng (Thủ tướng). Chính Đệ nhất bộ trưởng Floridablanca đã giúp Tây Ban Nha tránh một cuộc chiến tranh với Vương quốc Anh trong cuộc khủng hoảng Nootla Crisis, nơi tranh chấp thương mại và hàng hải giữa 2 đế chế tại bờ biển phía Tây Đảo Vancouver vào năm 1789. Tây Ban Nha lúc bấy giờ có thể lôi kéo đồng minh Vương quốc Pháp cùng chống lại Anh, nhưng Floridablanca lại thích đàm phán với Anh hơn là bị lôi kéo vào chính trường Pháp khi cuộc Cách mạng Pháp đang bùng nổ. Năm 1792, Floridablanca bị đẩy khỏi ghế Thủ tướng và Bá tước Aranda được bổ nhiệm thay thế. Tuy nhiên, sau cuộc chiến chống lại Đệ Nhất Cộng hòa Pháp, Bá tước Aranda theo khuyên hướng tự do đã bị hạ bệ, Manuel de Godoy được đưa lên làm Đệ nhất Bộ trưởng, ông ta được cho là người tình của Hoàng hậu Maria Luisa.

### Thám hiểm và khoa học
Dưới thời Carlos IV, các cuộc thám khiểm khoa học tiếp tục được tài trợ bởi Hoàng gia Tây Ban Nha, một trong số đó được được bảo trợ bởi vua Carlos III của Tây Ban Nha thời ông còn trị vì. Chuyến thám hiểm thực vật hoàng gia đến New Granada (1783 - 1816), và Chuyến thám hiểm thực vật hoàng gia đến Tân Tây Ban Nha (1787 - 1803), đều được tài trợ bởi hoàng gia Tây Ban Nha dưới thời Carlos IV. Chuyến thám hiểm Malaspina (1789 - 1794), là một cuộc thám hiểm khoa học quan trọng được chỉ huy bởi Alejandro Malaspina. Chuyến thám hiểm Balmis được thực hiện dưới sự bảo trợ hoàng gia Tây Ban Nha nhằm tiêm chủng cho cư dân ở các Lãnh thổ Hải ngoại của Tây Ban Nha chống lại bệnh đậu mùa. Năm 1799, Carlos IV, cho phép nhà khoa học, quý tộc Phổ - Alexander von Humboldt được phép tự do đi lại và thám hiểm các thuộc địa của Tây Ban Nha ở Tân Thế giới, nhà vua của yêu cầu các quan chức hoàng gia hỗ trợ Alexander von Humboldt trong việc điều tra và thám hiểm các khu vực quan trọng của Đế quốc Tây Ban Nha. Tiểu luận Chính trị của Humboldt về "Vương quốc Tân Tây Ban Nha" là ấn phẩm quan trọng trong chuyến du hành kéo dài 5 năm của ông.

### Kinh tế

Lãnh thổ của Đế chế Tây Ban Nha thời đỉnh cao vào năm 1790

Các vấn đề kinh tế của Tây Ban Nha đã tồn tại từ lâu, nhưng càng trở nên tồi tệ hơn khi Tây Ban Nha bị kéo vào các cuộc chiến tranh mà đồng minh của họ là Pháp theo đuổi. Nhu cầu tài chính đã thúc đẩy chính sách đối nội và đối ngoại của vua Carlos. Các chính sách kinh tế của Godoy làm gia tăng sự bất mãn của người dân lên chế độ của Carlos. Trong một nỗ lực nhằm thực hiện những thay đổi lớn về kinh tế, Gaspar Melchor de Jovellanos, người theo chủ nghĩa Jansenist đã đề xuất cải cách về quyền sở hữu đất đai để thúc đẩy sự hồi sinh của nông nghiệp. Tác phẩm năm 1795 của ông, Informe en el expediente de ley agraria đã lập luận rằng Tây Ban Nha cần nông nghiệp phát triển mạnh để cho phép dân số tăng trưởng và thịnh vượng. Trong phân tích của ông, việc tập trung quyền sở hữu và truyền thống đất đai cũng như các rào cản thể chế là trọng tâm của các vấn đề nông nghiệp. Ông kêu gọi phân chia và bán các khu đất công do các làng nắm giữ, cũng như các vùng lãnh thổ Tây Ban Nha do Mesta kiểm soát (tổ chức của các chủ sở hữu gia súc, những người đã giữ đất chăn thả gia súc để sử dụng làm tài sản cho họ). Jovellanos cũng lập luận về việc bãi bỏ các tài sản có sẵn (mayorazgos), cho phép các điền trang trên đất liền không bị phân chia qua các thế hệ quý tộc, cũng như bán các vùng đất do Giáo hội Công giáo nắm giữ. Mục đích của các chính sách này là tạo ra ở Tây Ban Nha những người nông dân sẽ theo đuổi tư lợi của họ và làm cho đất nông nghiệp trở nên năng suất hơn. Cái giá phải trả là làm suy yếu quyền lực của Giáo hội và tầng lớp quý tộc.
Khi tình hình doanh thu của triều đình gặp khó khăn, năm 1804, nhà vua đã cho áp đặt các biện pháp đẩy mạnh nguồn thu tại các thuộc địa ở châu Mỹ và trong Giáo hội. Những sắc lệnh này bị coi là tệ hại, nó được xem là nhân tố chính tạo ra phong trào đòi độc lập ở Tân Tây Ban Nha (Mexico).

### Chính sách đối ngoại
Về chính sách đối ngoại, Godoy tiếp tục chính sách trung lập của Abarca de Bolea, nhưng sau khi Tây Ban Nha phản đối việc xử tử Louis XVI của Pháp, vị vua bị phế truất vào năm 1793, giới cầm quyền Cách mạng Pháp tuyên chiến với Tây Ban Nha. Sau khi tuyên chiến của Pháp được đưa ra, Vương quốc Bồ Đào Nha và Đế quốc Tây Ban Nha đã ký một hiệp ước bảo vệ lẫn nhau chống lại Pháp. Năm 1796, Pháp buộc Godoy tham gia liên minh và tuyên chiến với Vương quốc Anh. Kết quả là, Tây Ban Nha đã trở thành một trong những đế quốc hàng hải đã liên minh với Đệ Nhất Cộng hòa Pháp trong Chiến tranh Cách mạng Pháp.
Tây Ban Nha vẫn là đồng minh của Pháp và hỗ trợ họ Phong tỏa Lục địa cho đến khi hải quân Anh chiến thắng tại Trận Trafalgar, Tây Ban Nha sau đó đã trở thành đồng minh với Anh. Tuy nhiên, sau chiến thắng của Napoléon Bonaparte trước Vương quốc Phổ vào năm 1807, Godoy một lần nữa chèo lái Tây Ban Nha trở lại phe Pháp. Việc chuyển đổi liên minh này làm giảm giá trị vị thế của Vua Carlos, không phe nào xem Tây Ban Nha như một đồng minh đáng tin cậy nữa, nhiều người đã oán ghét Godoy, những người ủng hộ Thái tử Ferdinand và liên minh với Anh tăng mạnh.
Những rắc rối của nền kinh tế, những tin đồn về mối quan hệ tình ái giữa Hoàng hậu và Godoy, và sự không khéo léo của Nhà vua, đã khiến cho chế độ quân chủ bị suy giảm uy tín trong dân chúng. Lo lắng thay cha, và ghen tị với tể tướng, Thái tử Ferdinand đã cố gắng lật đổ Nhà vua trong một cuộc đảo chính bị hủy bỏ vào năm 1807. Ông đã thành công vào năm 1808, buộc cha mình phải thoái vị sau sự kiện Tumult của Aranjuez.

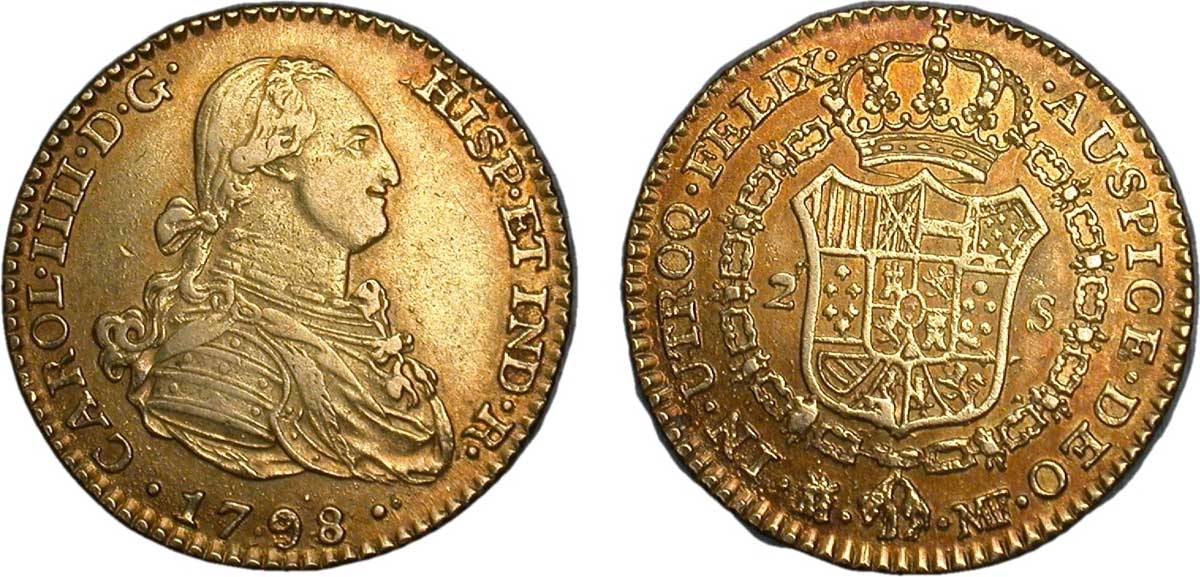
Tiền xu có hình Charles IV của Tây Ban Nha, 1798
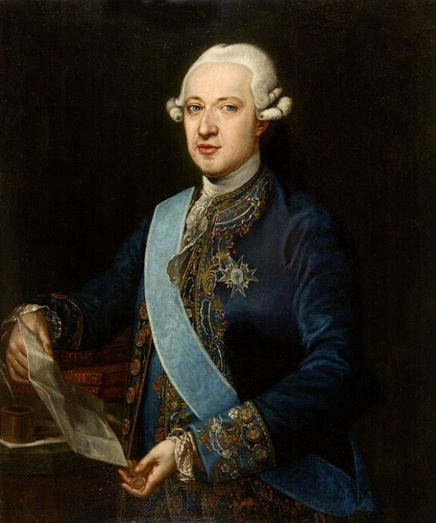
Bá tước de Floridablanca, tranh của Goya ca. 1782-83
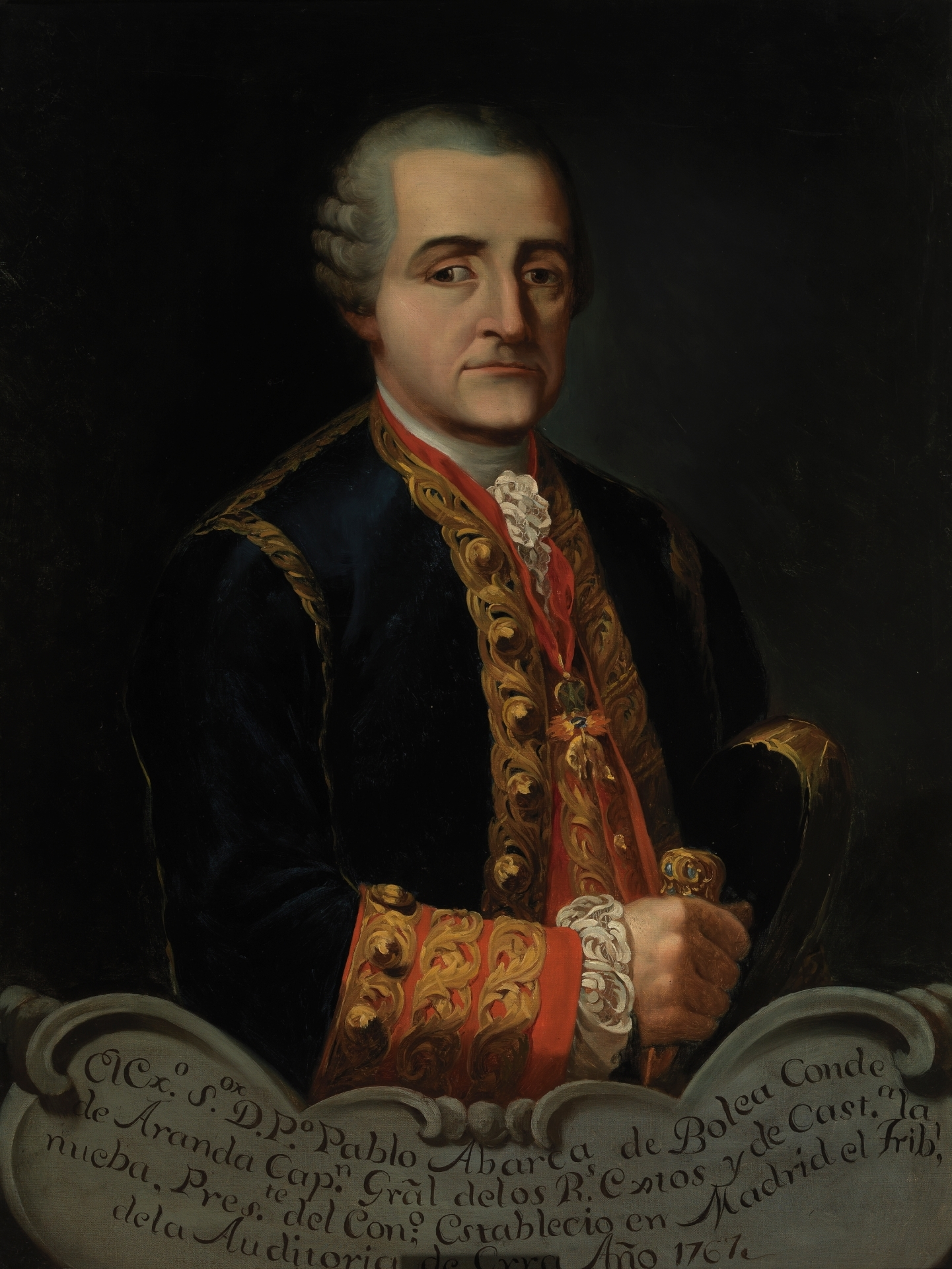
Bá tước Aranda
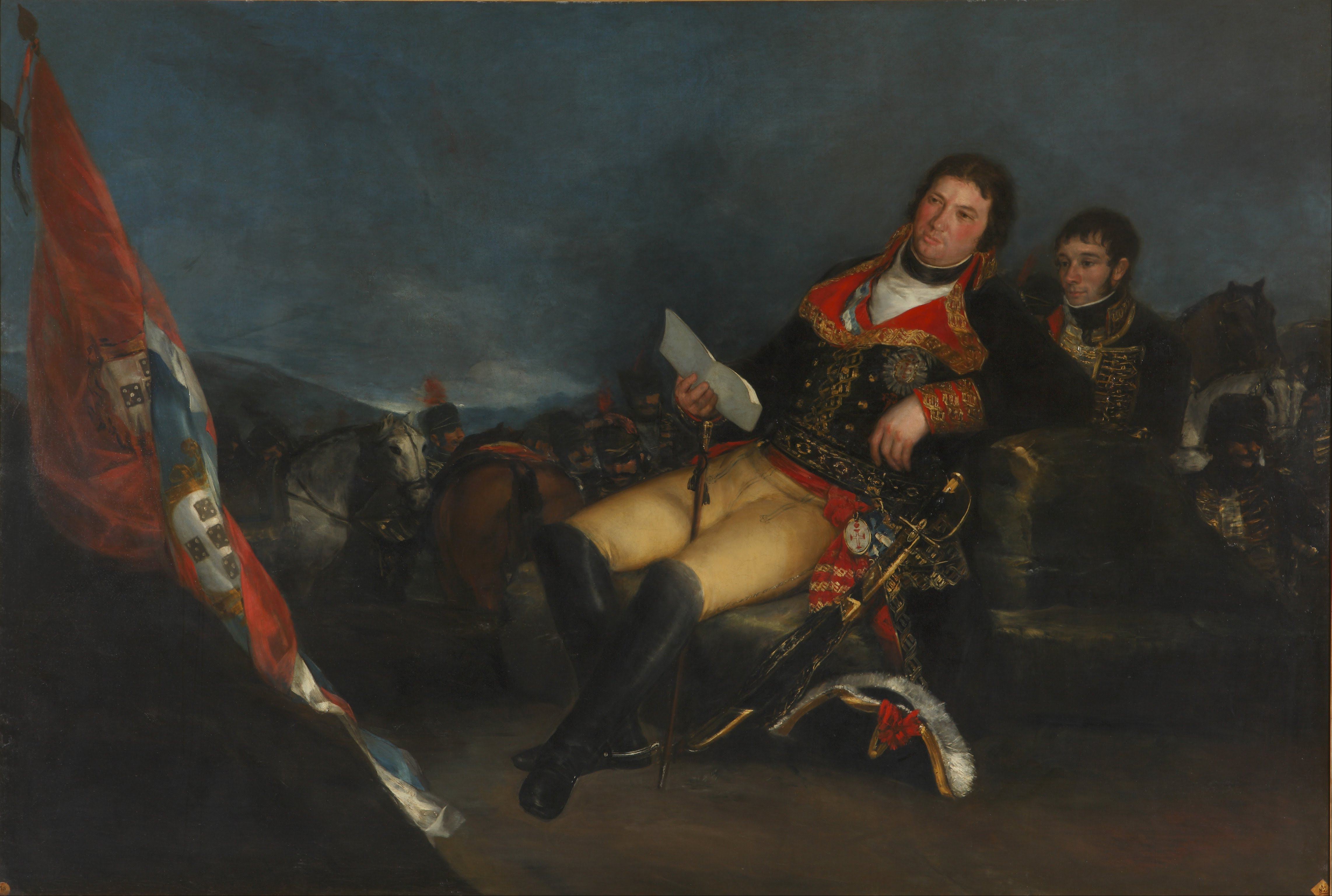
Manuel de Godoy, với tư cách là đại tướng. Tranh của Goya 1801
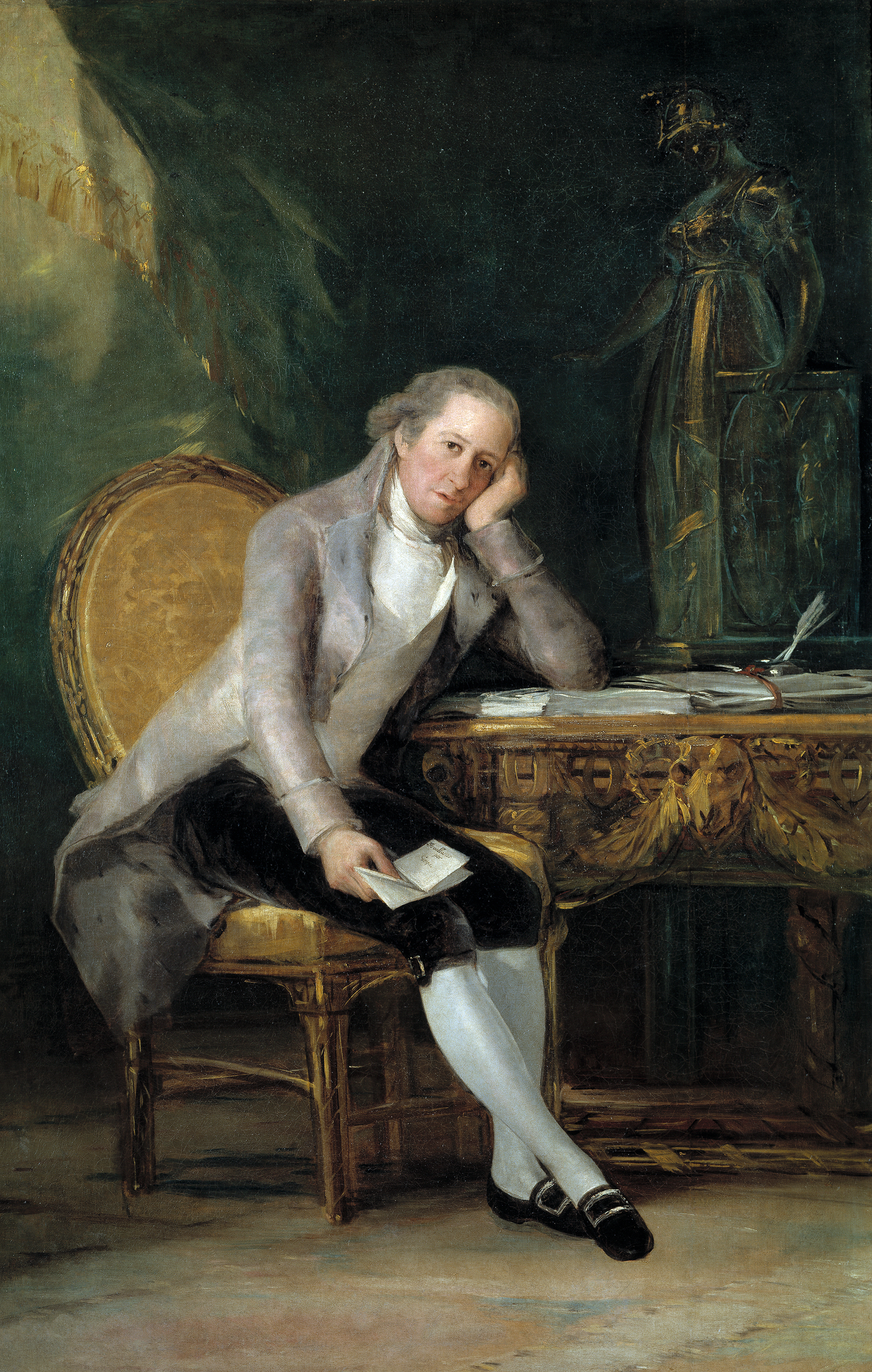
Gaspar Melchor de Jovellanos. Tranh của Goya 1798
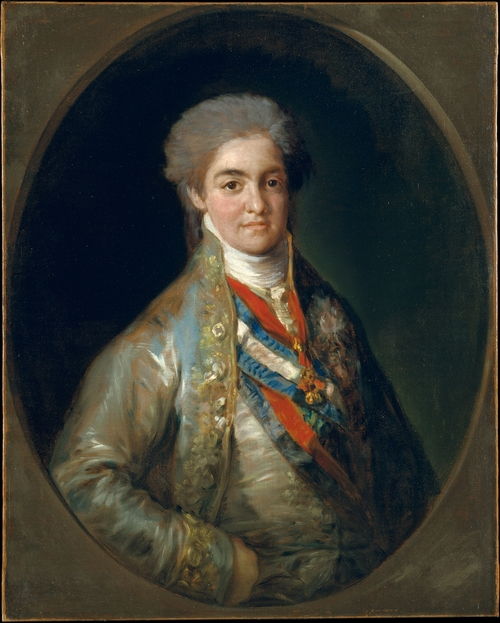
Thái tử Ferdinand, Tranh của Goya 1800

## Tuyên bố thoái vị ở Bayonne
Các cuộc bạo loạn và nổi dậy vào năm 1808 đã buộc Carlos IV phải tuyên bố thoái vị vào ngày 19/03, để ủng hộ con trai mình là Ferdinand lên kế vị ngai vàng. Ferdinand lên ngôi với vương hiệu là Ferdinand VII, nhưng Hoàng đế Napoleon của Đệ nhất Đế chế Pháp, người đang có 100.000 quân hiện diện ở Tây Ban Nha trong thời điểm đó không đồng ý do Chiến tranh Liên minh thứ Ba đang diễn ra.
Nhà vua bị lật đổ, đã kêu gọi sự giúp đỡ của Napoleon trong việc giành lại ngai vàng của mình, Carolus IV và cả con trai của ông là Ferdinand VII đều được triệu tập đến Bayonne diện kiến Napoleon vào tháng 4/1808. Napoleon đã buộc cả 2 cha con Carolus IV phải thoái vị, tuyên bố lật đổ Vương triều Bourbon của Tây Ban Nha, sau đó đưa anh trai của Napoleon là Joseph Bonaparte lên ngôi vua Tây Ban Nha với vương hiệu Joseph I, người đã làm gây ra Chiến tranh Bán đảo.

## Cuộc sống cuối đời

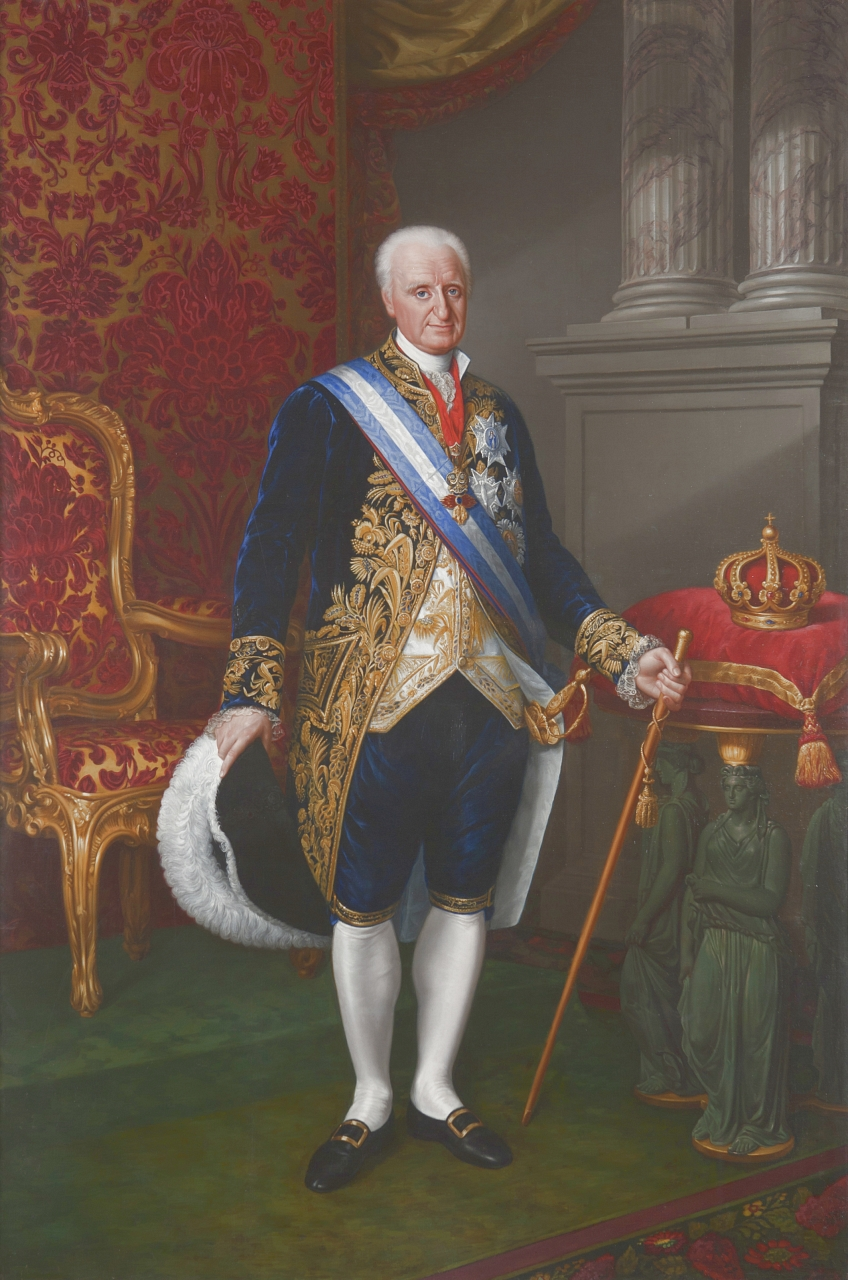
Cựu vương Carlos năm 1818

Sau khi Napoléon Bonaparte phế truất vương triều Bourbon, Carlos cùng vợ ông và cựu Thủ tướng Godoy đã bị giam cầm ở Pháp, lúc đầu là tại Château de Compiègne  và 3 năm ở Marseille (nơi có một khu phố được đặt theo tên ông). Sau sự sụp đổ của chế độ do Napoléon I dựng lên ở Tây Ban Nha, Ferdinand VII được khôi phục lại ngai vàng. Cựu hoàng Carlos IV cuối cùng định cư ở Rome, trong Palazzo Barberini. Vợ ông qua đời ngày 2/01/1819, chỉ 18 ngày sau thì Carlos cũng qua đời. Ngài Francis Ronalds đã mô tả chi tiết về đám tang trong nhật ký du lịch của mình.

## Tính cách
Tốt bụng và ngoan đạo, Carlos IV vấp phải một loạt các cuộc khủng hoảng quốc tế vượt quá khả năng giải quyết của ông. Chân dung của ông đã được vẽ bởi Francisco Goya trong một số bức chân dung chính thức của triều đình, mà nhiều nhà phê bình nghệ thuật đã coi là sự châm biếm về năng lực cứng cỏi của Nhà vua.

## Vợ và các con
Carlos IV kết hôn với người em họ đầu tiên của mình là Maria Louisa, con gái của Philip, Công tước của Parma, vào năm 1765. Cặp đôi có 14 người con, 6 người trong số đó sống sót đến tuổi trưởng thành:
| Con cái của Vua Carlos IV                                          | Con cái của Vua Carlos IV                 | Con cái của Vua Carlos IV                  | Con cái của Vua Carlos IV |
| Tên                                                                | Ảnh                                       | Tuổi thọ                                   | Chú thích |
| ------------------------------------------------------------------ | ----------------------------------------- | ------------------------------------------ | --- |
| Carlos Clemente Infante của Tây Ban Nha                            |                                           | 19 tháng 9 năm 1771 - 7 tháng 3 năm 1774   | Sinh ra và chết tại El Escorial; được rửa tội vào cùng ngày ông được sinh ra, với Charles III đại diện cho "Đức Thánh Cha" trong lễ rửa tội. Giáo hoàng Clement XIV kỷ niệm ngày sinh của Carlos và gửi quần áo quấn trẻ sơ sinh được thánh hiến. |
| Carlota Joaquina Vương hậu của Bồ Đào Nha và Algarves              |                                           | 25 tháng 4 năm 1775 - 7 tháng 1 năm 1830   | Sinh ra tại Cung điện Hoàng gia Aranjuez, cô kết hôn với João VI của Bồ Đào Nha vào năm 1785 và trở thành vương hậu của Bồ Đào Nha vào năm 1816. Có con cái, bao gồm cả Hoàng đế tương lai Pedro I của Brazil. Cô ấy qua đời tại Cung điện Quốc gia Queluz. |
| Maria Luisa Infanta của Tây Ban Nha                                |                                           | 11 tháng 9 năm 1777 - 2 tháng 7 năm 1782   | Sinh ra và chết tại Cung điện Hoàng gia La Granja de San Ildefonso. |
| María Amalia Infanta của Tây Ban Nha                               |                                           | 9 tháng 1 năm 1779 - 22 tháng 7 năm 1798   | Sinh ra tại Cung điện Hoàng gia Aranjuez, cô kết hôn với chú của mình Hoàng tử Antonio Pascual của Tây Ban Nha vào năm 1795. Cô sinh một đứa con trai chết lưu vào năm 1798 và mất ngay sau đó. |
| Carlos Domingo Infante của Tây Ban Nha                             |                                           | 5 tháng 3 năm 1780 - 11 tháng 6 năm 1783   | Sinh ra tại Cung điện Hoàng gia của El Pardo và chết tại Cung điện Hoàng gia Aranjuez. Sau khi sinh, cha anh đã ân xá cho tất cả những người bị kết án từ Puerto San Julián như một dấu hiệu của lễ kỷ niệm. |
| Maria Luisa Jossefina Vương hậu của Etruria Nữ công tước của Lucca |                                           | 6 tháng 7 năm 1782 - 13 tháng 3 năm 1824   | Sinh ra tại Cung điện Hoàng gia La Granja de San Ildefonso, cô kết hôn với Louis, Vua của Etruria vào năm 1795 và có con cái, bao gồm cả Carlo II xứ Parma. Trở thành Nữ công tước xứ Lucca vào năm 1817 và qua đời tại Rome năm 1824 vì bệnh ung thư. |
| Carlos Francisco de Paula Infante của Tây Ban Nha                  |                                           | 5 tháng 9 năm 1783 - 11 tháng 11 năm 1784  | Cặp song sinh, sinh ra và chết tại Cung điện Hoàng gia La Granja de San Ildefonso. Sự ra đời của họ là một sự kiện quan trọng đối với người dân Tây Ban Nha và cung cấp an ninh cho sự kế vị. |
| Felipe Francisco de Paula Infante của Tây Ban Nha                  | 5 tháng 9 năm 1783 - 18 tháng 10 năm 1784 |                                            | Cặp song sinh, sinh ra và chết tại Cung điện Hoàng gia La Granja de San Ildefonso. Sự ra đời của họ là một sự kiện quan trọng đối với người dân Tây Ban Nha và cung cấp an ninh cho sự kế vị. |
| Fernando (VII) Vua của Tây Ban Nha                                 |                                           | 14 tháng 10 năm 1784 - 29 tháng 9 năm 1833 | Sinh ra và mất tại El Escorial, ông kế vị vua cha vào năm 1808, nhưng bị Joseph Bonaparte phế truất một tháng sau đó. Kết hôn với Công chúa Maria Antonia của Naples và Sicily vào năm 1802, không có con. Được phục hồi làm Vua vào năm 1813. Kết hôn với Maria Isabel của Bồ Đào Nha vào năm 1816, có con cái. Kết hôn Maria Josepha Amalia ở Sachsen vào năm 1819, không có con. Kết hôn với Maria Christina của Hai Sicilia vào năm 1829 và có nhiều con cái, bao gồm cả Nữ vương tương lai Isabel II của Tây Ban Nha. Mất năm 1833. |
| Carlos María Isidro Benito Bá tước xứ Molina                       |                                           | 29 tháng 3 năm 1788 - 10 tháng 3 năm 1855  | Sinh ra tại Cung điện Hoàng gia Aranjuez. Kết hôn với Infanta Maria Francisca của Bồ Đào Nha vào năm 1816 và có con cái. Kết hôn với Maria Teresa, Công chúa của Beira vào năm 1838, không có con. Người đầu tiên của Carlist lên ngôi vua Tây Ban Nha là "Carlos V". Sử dụng danh hiệu "Bá tước Molina" từ năm 1845 đến khi ông qua đời năm 1855. |
| María Isabel Vương hậu của Hai Sicilia                             |                                           | 6 tháng 7 năm 1789 - 13 tháng 9 năm 1848   | Sinh ra tại Cung điện Hoàng gia Madrid, cô kết hôn với Francis I của Hai Sicilia vào năm 1802 và có nhiều con cái, bao gồm cả vị vua tương lai Ferdinand II của Hai Sicilia. Trở thành vương hậu vào năm 1825 và 1830. Qua đời tại Cung điện Portici năm 1848. |
| Maria Teresa Infanta của Tây Ban Nha                               |                                           | 16 tháng 2 năm 1791 - 2 tháng 11 năm 1794  | Sinh ra tại Cung điện Hoàng gia Aranjuez và chết tại El Escorial of smallpox. |
| Felipe Maria Infante của Tây Ban Nha                               |                                           | 28 tháng 3 năm 1792 - 1 tháng 3 năm 1794   | Sinh ra tại Cung điện Hoàng gia Aranjuez và mất tại Cung điện Hoàng gia Madrid. |
| Francisco de Paula                                                 |                                           | 10 tháng 3 năm 1794 - 13 tháng 8 năm 1865  | Sinh ra tại Cung điện Hoàng gia Aranjuez, ông kết hôn với Công chúa Luisa Carlotta của Naples và Sicily vào năm 1819 và có con cái. Qua đời ở Madrid năm 1865. |

## Gia phả
| \| \| \| \| \| \| \| \| \| \| \| \| \| \| \| \| \| \| \| \| 16. Louis XIV của Pháp \| \| \| \| \| \| \| \| \| \| \| \| \| \| \| \| \| \| \| \| \| \| \| \| \| \| \| \| \| \| \| \| \| \| \| \| \| \| \| \| \| \| \| \| \| \| \| \| \| \| \| \| \| \| 8. Louis của Pháp \| \| \| \| \| \| \| \| \| \| \| \| \| \| \| \| \| \| \| \| \| \| \| \| \| \| \| \| \| \| \| \| \| \| \| \| \| \| \| \| \| \| \| \| \| \| \| \| \| \| \| \| \| \| 17. María Teresa của Tây Ban Nha \| \| \| \| \| \| \| \| \| \| \| \| \| \| \| \| \| \| \| \| \| \| \| \| \| \| \| \| \| \| \| \| \| \| \| \| \| \| \| \| \| \| \| \| \| \| \| \| \| \| \| \| \| \| 4. Felipe V của Tây Ban Nha \| \| \| \| \| \| \| \| \| \| \| \| \| \| \| \| \| \| \| \| \| \| \| \| \| \| \| \| \| \| \| \| \| \| \| \| \| \| \| \| \| \| \| \| \| \| \| \| \| \| \| \| \| \| 18. Ferdiand Maria I xứ Bayern \| \| \| \| \| \| \| \| \| \| \| \| \| \| \| \| \| \| \| \| \| \| \| \| \| \| \| \| \| \| \| \| \| \| \| \| \| \| \| \| \| \| \| \| \| \| \| \| \| \| \| \| \| \| 9. Maria Ana Victoria xứ Bayern \| \| \| \| \| \| \| \| \| \| \| \| \| \| \| \| \| \| \| \| \| \| \| \| \| \| \| \| \| \| \| \| \| \| \| \| \| \| \| \| \| \| \| \| \| \| \| \| \| \| \| \| \| \| 19. Enrichetta Adelaide của Savoia \| \| \| \| \| \| \| \| \| \| \| \| \| \| \| \| \| \| \| \| \| \| \| \| \| \| \| \| \| \| \| \| \| \| \| \| \| \| \| \| \| \| \| \| \| \| \| \| \| \| \| \| \| \| 2. Carlos III của Tây Ban Nha \| \| \| \| \| \| \| \| \| \| \| \| \| \| \| \| \| \| \| \| \| \| \| \| \| \| \| \| \| \| \| \| \| \| \| \| \| \| \| \| \| \| \| \| \| \| \| \| \| \| \| \| \| \| 20. Renuccio II xứ Parma \| \| \| \| \| \| \| \| \| \| \| \| \| \| \| \| \| \| \| \| \| \| \| \| \| \| \| \| \| \| \| \| \| \| \| \| \| \| \| \| \| \| \| \| \| \| \| \| \| \| \| \| \| \| 10. Odoardo II xứ Parma \| \| \| \| \| \| \| \| \| \| \| \| \| \| \| \| \| \| \| \| \| \| \| \| \| \| \| \| \| \| \| \| \| \| \| \| \| \| \| \| \| \| \| \| \| \| \| \| \| \| \| \| \| \| 21. Isabella xứ Modena \| \| \| \| \| \| \| \| \| \| \| \| \| \| \| \| \| \| \| \| \| \| \| \| \| \| \| \| \| \| \| \| \| \| \| \| \| \| \| \| \| \| \| \| \| \| \| \| \| \| \| \| \| \| 5. Elisabetta xứ Parma \| \| \| \| \| \| \| \| \| \| \| \| \| \| \| \| \| \| \| \| \| \| \| \| \| \| \| \| \| \| \| \| \| \| \| \| \| \| \| \| \| \| \| \| \| \| \| \| \| \| \| \| \| \| 22. Philipp Wilhelm I xứ Pfalz \| \| \| \| \| \| \| \| \| \| \| \| \| \| \| \| \| \| \| \| \| \| \| \| \| \| \| \| \| \| \| \| \| \| \| \| \| \| \| \| \| \| \| \| \| \| \| \| \| \| \| \| \| \| 11. Dorothea Sophie xứ Pfalz \| \| \| \| \| \| \| \| \| \| \| \| \| \| \| \| \| \| \| \| \| \| \| \| \| \| \| \| \| \| \| \| \| \| \| \| \| \| \| \| \| \| \| \| \| \| \| \| \| \| \| \| \| \| 23. Elisabeth Amalie xứ Hessen-Darmstadt \| \| \| \| \| \| \| \| \| \| \| \| \| \| \| \| \| \| \| \| \| \| \| \| \| \| \| \| \| \| \| \| \| \| \| \| \| \| \| \| \| \| \| \| \| \| \| \| \| \| \| \| \| \| 1. Carlos IV của Tây Ban Nha \| \| \| \| \| \| \| \| \| \| \| \| \| \| \| \| \| \| \| \| \| \| \| \| \| \| \| \| \| \| \| \| \| \| \| \| \| \| \| \| \| \| \| \| \| \| \| \| \| \| \| \| \| \| 24. Johann Georg III xứ Sachsen \| \| \| \| \| \| \| \| \| \| \| \| \| \| \| \| \| \| \| \| \| \| \| \| \| \| \| \| \| \| \| \| \| \| \| \| \| \| \| \| \| \| \| \| \| \| \| \| \| \| \| \| \| \| 12. August II của Ba Lan \| \| \| \| \| \| \| \| \| \| \| \| \| \| \| \| \| \| \| \| \| \| \| \| \| \| \| \| \| \| \| \| \| \| \| \| \| \| \| \| \| \| \| \| \| \| \| \| \| \| \| \| \| \| 25. Anna Sophie của Đan Mạch \| \| \| \| \| \| \| \| \| \| \| \| \| \| \| \| \| \| \| \| \| \| \| \| \| \| \| \| \| \| \| \| \| \| \| \| \| \| \| \| \| \| \| \| \| \| \| \| \| \| \| \| \| \| 6. August III của Ba Lan \| \| \| \| \| \| \| \| \| \| \| \| \| \| \| \| \| \| \| \| \| \| \| \| \| \| \| \| \| \| \| \| \| \| \| \| \| \| \| \| \| \| \| \| \| \| \| \| \| \| \| \| \| \| 26. Christian Ernst I xứ Brandenburg-Bayreuth \| \| \| \| \| \| \| \| \| \| \| \| \| \| \| \| \| \| \| \| \| \| \| \| \| \| \| \| \| \| \| \| \| \| \| \| \| \| \| \| \| \| \| \| \| \| \| \| \| \| \| \| \| \| 13. Christiane Eberhardine xứ Brandenburg-Bayreuth \| \| \| \| \| \| \| \| \| \| \| \| \| \| \| \| \| \| \| \| \| \| \| \| \| \| \| \| \| \| \| \| \| \| \| \| \| \| \| \| \| \| \| \| \| \| \| \| \| \| \| \| \| \| 27. Sophie Luise xứ Württemberg \| \| \| \| \| \| \| \| \| \| \| \| \| \| \| \| \| \| \| \| \| \| \| \| \| \| \| \| \| \| \| \| \| \| \| \| \| \| \| \| \| \| \| \| \| \| \| \| \| \| \| \| \| \| 3. Maria Amalia của Ba Lan \| \| \| \| \| \| \| \| \| \| \| \| \| \| \| \| \| \| \| \| \| \| \| \| \| \| \| \| \| \| \| \| \| \| \| \| \| \| \| \| \| \| \| \| \| \| \| \| \| \| \| \| \| \| 28. Leopold I của Thánh chế La Mã \| \| \| \| \| \| \| \| \| \| \| \| \| \| \| \| \| \| \| \| \| \| \| \| \| \| \| \| \| \| \| \| \| \| \| \| \| \| \| \| \| \| \| \| \| \| \| \| \| \| \| \| \| \| 14. Joseph I của Thánh chế La Mã \| \| \| \| \| \| \| \| \| \| \| \| \| \| \| \| \| \| \| \| \| \| \| \| \| \| \| \| \| \| \| \| \| \| \| \| \| \| \| \| \| \| \| \| \| \| \| \| \| \| \| \| \| \| 29. Eleonore Magdalene xứ Neuburg \| \| \| \| \| \| \| \| \| \| \| \| \| \| \| \| \| \| \| \| \| \| \| \| \| \| \| \| \| \| \| \| \| \| \| \| \| \| \| \| \| \| \| \| \| \| \| \| \| \| \| \| \| \| 7. Maria Josepha Benedikta của Áo \| \| \| \| \| \| \| \| \| \| \| \| \| \| \| \| \| \| \| \| \| \| \| \| \| \| \| \| \| \| \| \| \| \| \| \| \| \| \| \| \| \| \| \| \| \| \| \| \| \| \| \| \| \| 30. Johann Friedrich I xứ Braunschweig-Calenberg \| \| \| \| \| \| \| \| \| \| \| \| \| \| \| \| \| \| \| \| \| \| \| \| \| \| \| \| \| \| \| \| \| \| \| \| \| \| \| \| \| \| \| \| \| \| \| \| \| \| \| \| \| \| 15. Wilhelmine Amalie xứ Braunschweig-Lüneburg \| \| \| \| \| \| \| \| \| \| \| \| \| \| \| \| \| \| \| \| \| \| \| \| \| \| \| \| \| \| \| \| \| \| \| \| \| \| \| \| \| \| \| \| \| \| \| \| \| \| \| \| \| \| 31. Benedicta Henriette xứ Pfalz \| \| \| \| \| \| \| \| \| \| \| \| \| \| \| \| \| \| \| \| \| \| \| \| \| \| \| \| \| \| \| \| \| \| \| \| \| \| \| \| \| \| \| \| \| \| \| \| \| \| \| \| |                                                    |  |  |  |  |  |  |  |  |  |  |  |  |  |  |  |
| |                                                    |  |  |  |  |  |  |  |  |  |  |  |  |  |  |  |
| | 16. Louis XIV của Pháp                             |  |  |  |  |  |  |  |  |  |  |  |  |  |  |  |
| |                                                    |  |  |  |  |  |  |  |  |  |  |  |  |  |  |  |
| |                                                    |  |  |  |  |  |  |  |  |  |  |  |  |  |  |  |
| | 8. Louis của Pháp                                  |  |  |  |  |  |  |  |  |  |  |  |  |  |  |  |
| |                                                    |  |  |  |  |  |  |  |  |  |  |  |  |  |  |  |
| |                                                    |  |  |  |  |  |  |  |  |  |  |  |  |  |  |  |
| | 17. María Teresa của Tây Ban Nha                   |  |  |  |  |  |  |  |  |  |  |  |  |  |  |  |
| |                                                    |  |  |  |  |  |  |  |  |  |  |  |  |  |  |  |
| |                                                    |  |  |  |  |  |  |  |  |  |  |  |  |  |  |  |
| | 4. Felipe V của Tây Ban Nha                        |  |  |  |  |  |  |  |  |  |  |  |  |  |  |  |
| |                                                    |  |  |  |  |  |  |  |  |  |  |  |  |  |  |  |
| |                                                    |  |  |  |  |  |  |  |  |  |  |  |  |  |  |  |
| | 18. Ferdiand Maria I xứ Bayern                     |  |  |  |  |  |  |  |  |  |  |  |  |  |  |  |
| |                                                    |  |  |  |  |  |  |  |  |  |  |  |  |  |  |  |
| |                                                    |  |  |  |  |  |  |  |  |  |  |  |  |  |  |  |
| | 9. Maria Ana Victoria xứ Bayern                    |  |  |  |  |  |  |  |  |  |  |  |  |  |  |  |
| |                                                    |  |  |  |  |  |  |  |  |  |  |  |  |  |  |  |
| |                                                    |  |  |  |  |  |  |  |  |  |  |  |  |  |  |  |
| | 19. Enrichetta Adelaide của Savoia                 |  |  |  |  |  |  |  |  |  |  |  |  |  |  |  |
| |                                                    |  |  |  |  |  |  |  |  |  |  |  |  |  |  |  |
| |                                                    |  |  |  |  |  |  |  |  |  |  |  |  |  |  |  |
| | 2. Carlos III của Tây Ban Nha                      |  |  |  |  |  |  |  |  |  |  |  |  |  |  |  |
| |                                                    |  |  |  |  |  |  |  |  |  |  |  |  |  |  |  |
| |                                                    |  |  |  |  |  |  |  |  |  |  |  |  |  |  |  |
| | 20. Renuccio II xứ Parma                           |  |  |  |  |  |  |  |  |  |  |  |  |  |  |  |
| |                                                    |  |  |  |  |  |  |  |  |  |  |  |  |  |  |  |
| |                                                    |  |  |  |  |  |  |  |  |  |  |  |  |  |  |  |
| | 10. Odoardo II xứ Parma                            |  |  |  |  |  |  |  |  |  |  |  |  |  |  |  |
| |                                                    |  |  |  |  |  |  |  |  |  |  |  |  |  |  |  |
| |                                                    |  |  |  |  |  |  |  |  |  |  |  |  |  |  |  |
| | 21. Isabella xứ Modena                             |  |  |  |  |  |  |  |  |  |  |  |  |  |  |  |
| |                                                    |  |  |  |  |  |  |  |  |  |  |  |  |  |  |  |
| |                                                    |  |  |  |  |  |  |  |  |  |  |  |  |  |  |  |
| | 5. Elisabetta xứ Parma                             |  |  |  |  |  |  |  |  |  |  |  |  |  |  |  |
| |                                                    |  |  |  |  |  |  |  |  |  |  |  |  |  |  |  |
| |                                                    |  |  |  |  |  |  |  |  |  |  |  |  |  |  |  |
| | 22. Philipp Wilhelm I xứ Pfalz                     |  |  |  |  |  |  |  |  |  |  |  |  |  |  |  |
| |                                                    |  |  |  |  |  |  |  |  |  |  |  |  |  |  |  |
| |                                                    |  |  |  |  |  |  |  |  |  |  |  |  |  |  |  |
| | 11. Dorothea Sophie xứ Pfalz                       |  |  |  |  |  |  |  |  |  |  |  |  |  |  |  |
| |                                                    |  |  |  |  |  |  |  |  |  |  |  |  |  |  |  |
| |                                                    |  |  |  |  |  |  |  |  |  |  |  |  |  |  |  |
| | 23. Elisabeth Amalie xứ Hessen-Darmstadt           |  |  |  |  |  |  |  |  |  |  |  |  |  |  |  |
| |                                                    |  |  |  |  |  |  |  |  |  |  |  |  |  |  |  |
| |                                                    |  |  |  |  |  |  |  |  |  |  |  |  |  |  |  |
| | 1. Carlos IV của Tây Ban Nha                       |  |  |  |  |  |  |  |  |  |  |  |  |  |  |  |
| |                                                    |  |  |  |  |  |  |  |  |  |  |  |  |  |  |  |
| |                                                    |  |  |  |  |  |  |  |  |  |  |  |  |  |  |  |
| | 24. Johann Georg III xứ Sachsen                    |  |  |  |  |  |  |  |  |  |  |  |  |  |  |  |
| |                                                    |  |  |  |  |  |  |  |  |  |  |  |  |  |  |  |
| |                                                    |  |  |  |  |  |  |  |  |  |  |  |  |  |  |  |
| | 12. August II của Ba Lan                           |  |  |  |  |  |  |  |  |  |  |  |  |  |  |  |
| |                                                    |  |  |  |  |  |  |  |  |  |  |  |  |  |  |  |
| |                                                    |  |  |  |  |  |  |  |  |  |  |  |  |  |  |  |
| | 25. Anna Sophie của Đan Mạch                       |  |  |  |  |  |  |  |  |  |  |  |  |  |  |  |
| |                                                    |  |  |  |  |  |  |  |  |  |  |  |  |  |  |  |
| |                                                    |  |  |  |  |  |  |  |  |  |  |  |  |  |  |  |
| | 6. August III của Ba Lan                           |  |  |  |  |  |  |  |  |  |  |  |  |  |  |  |
| |                                                    |  |  |  |  |  |  |  |  |  |  |  |  |  |  |  |
| |                                                    |  |  |  |  |  |  |  |  |  |  |  |  |  |  |  |
| | 26. Christian Ernst I xứ Brandenburg-Bayreuth      |  |  |  |  |  |  |  |  |  |  |  |  |  |  |  |
| |                                                    |  |  |  |  |  |  |  |  |  |  |  |  |  |  |  |
| |                                                    |  |  |  |  |  |  |  |  |  |  |  |  |  |  |  |
| | 13. Christiane Eberhardine xứ Brandenburg-Bayreuth |  |  |  |  |  |  |  |  |  |  |  |  |  |  |  |
| |                                                    |  |  |  |  |  |  |  |  |  |  |  |  |  |  |  |
| |                                                    |  |  |  |  |  |  |  |  |  |  |  |  |  |  |  |
| | 27. Sophie Luise xứ Württemberg                    |  |  |  |  |  |  |  |  |  |  |  |  |  |  |  |
| |                                                    |  |  |  |  |  |  |  |  |  |  |  |  |  |  |  |
| |                                                    |  |  |  |  |  |  |  |  |  |  |  |  |  |  |  |
| | 3. Maria Amalia của Ba Lan                         |  |  |  |  |  |  |  |  |  |  |  |  |  |  |  |
| |                                                    |  |  |  |  |  |  |  |  |  |  |  |  |  |  |  |
| |                                                    |  |  |  |  |  |  |  |  |  |  |  |  |  |  |  |
| | 28. Leopold I của Thánh chế La Mã                  |  |  |  |  |  |  |  |  |  |  |  |  |  |  |  |
| |                                                    |  |  |  |  |  |  |  |  |  |  |  |  |  |  |  |
| |                                                    |  |  |  |  |  |  |  |  |  |  |  |  |  |  |  |
| | 14. Joseph I của Thánh chế La Mã                   |  |  |  |  |  |  |  |  |  |  |  |  |  |  |  |
| |                                                    |  |  |  |  |  |  |  |  |  |  |  |  |  |  |  |
| |                                                    |  |  |  |  |  |  |  |  |  |  |  |  |  |  |  |
| | 29. Eleonore Magdalene xứ Neuburg                  |  |  |  |  |  |  |  |  |  |  |  |  |  |  |  |
| |                                                    |  |  |  |  |  |  |  |  |  |  |  |  |  |  |  |
| |                                                    |  |  |  |  |  |  |  |  |  |  |  |  |  |  |  |
| | 7. Maria Josepha Benedikta của Áo                  |  |  |  |  |  |  |  |  |  |  |  |  |  |  |  |
| |                                                    |  |  |  |  |  |  |  |  |  |  |  |  |  |  |  |
| |                                                    |  |  |  |  |  |  |  |  |  |  |  |  |  |  |  |
| | 30. Johann Friedrich I xứ Braunschweig-Calenberg   |  |  |  |  |  |  |  |  |  |  |  |  |  |  |  |
| |                                                    |  |  |  |  |  |  |  |  |  |  |  |  |  |  |  |
| |                                                    |  |  |  |  |  |  |  |  |  |  |  |  |  |  |  |
| | 15. Wilhelmine Amalie xứ Braunschweig-Lüneburg     |  |  |  |  |  |  |  |  |  |  |  |  |  |  |  |
| |                                                    |  |  |  |  |  |  |  |  |  |  |  |  |  |  |  |
| |                                                    |  |  |  |  |  |  |  |  |  |  |  |  |  |  |  |
| | 31. Benedicta Henriette xứ Pfalz                   |  |  |  |  |  |  |  |  |  |  |  |  |  |  |  |
| |                                                    |  |  |  |  |  |  |  |  |  |  |  |  |  |  |  |
| |                                                    |  |  |  |  |  |  |  |  |  |  |  |  |  |  |  |